# Emily Donelson
Pour les articles homonymes, voir Donelson.
Emily Donelson, née le 1er juin 1807 à Donelson, un quartier de Nashville dans le Tennessee et morte le 19 décembre 1836 à Nashville (Tennessee), est la nièce du président des États-Unis Andrew Jackson.
Elle occupa le poste de Première dame des États-Unis entre 1829 et 1834 parce qu'Andrew Jackson était veuf depuis 1828 de sa seconde épouse, Rachel Jackson. Le père d'Emily, John Donelson, était le frère de Rachel. Emily épousa en 1824 son cousin Andrew Jackson Donelson qu'Andrew Jackson avait adopté.